# Струмљани
Струмљани или Стримонци (грч. Στρυμονῖται [Strymonitai]) су били јужнословенско племе, које је током раног средњег века насељавало области у сливу реке Струме, односно источна подручја историјске  области Македоније. Словени који су током 6. и 7. века настанили подручје око реке Струме били су потпуно самостални и често су продирали према југу све до обала Егејског мора, а учествовали су и у нападима на Солун. Остали су независни од Византије све до краја 8. века, када су области око доњег тока реке Струме поново потпале под врховну власт царства, а на тим подручјима је у првој половини 9. века створена и посебна византијска покрајина (тема) Стримон. 